# Bairak, Semenivka
Bairak (în ucraineană Байрак) este un sat în comuna Bohdanivka din raionul Semenivka, regiunea Poltava, Ucraina.

## Demografie
Componența lingvistică a localității Bairak
     Ucraineană (99,57%)
     Alte limbi (0,43%)
Conform recensământului din 2001, majoritatea populației localității Bairak era vorbitoare de ucraineană (99,57%), existând în minoritate și vorbitori de alte limbi.